# El Charro
El Charro – węgierska grupa muzyczna grająca pop i disco, istniejąca w 1995 roku. Zespół został założony w Budapeszcie przez braci Istvána i Zoltána Tabárów po rozpadzie Exotic. Grupa nagrała jeden studyjny album – Pancsi a vízben itt délen, który zajął 36. miejsce na liście Top 40 album- és válogatáslemez-lista.

## Dyskografia
- Pancsi a vízben itt délen (1995)

## Członkowie zespołu
- Pál Hetényi – wokal
- István Tabár – syntezator
- Zoltán Tabár – gitara basowa